# 25143 Itokawa
25143 Itokawa je asteroid iz obitelji Apollo. Ovo je prvi asteroid s kojeg su vraćeni uzorci tla zahvaljujući misiji Japanske sonde Hayabusa.

## Karakteristike
25143 Itokawa je maleni S-tip asteroid koji je ime dobio po Hideu Itokawi, japanskom raketnom znanstveniku. Asteroid je otkriven u sklopu projekta LINEAR u rujnu 1998. godine. Njegova prvotna oznaka je bila 1998SF.
Gustoća asteroida je oko 1900 kg/m3, što govori kako u asteroidu ima mnogo šupljeg prostora. Asteroid je vjerojatno nakupina rastresitih stijena i regolita, a ne monolitičko tijelo. Prema snimcima s Hayabuse zaključeno je kako asteroid vjerojatno nastao sljepljivanjem dva manja tijela. Kasnija proučavanja utjecaja YORP efekta na rotaciju asteroida potvrdilo je teoriju kako se radi o sljepljenom tijelu. Otkriveno je kako je centar mase izmaknut za 21 m od mjesta gdje bi trebao biti i da je manja izbočina na asteroidu znatno veće gustoće, oko 2.900 kg/m3, dok je ostatak asteroida gustoće od 1.800 kg/m3.
Analiza uzoraka koje je donijela Hayabusa ukazuje kako je asteroid običan hondrit s malim udjelom metala. Asteroid je vjerojatno nastao spajanjem dijelova većeg tijela koje je bilo razbijeno u sudaru. Starost uzoraka prašine s asteroida je oko 8 milijuna godina.

## Istraživanja
Godine 2001. asteroid je prošao blizu Zemlje te su iskorištene mogućnosti radioteleskopa Goldstone kako bi se istražile njegove fizičke osobine. Zahvaljujući radarskim snimanjima otkriveno je kako se radi o malenom asteroidu, dimenzija tek 630 x 250 m. Dimenzije asteroida je kasnije potvrdila sonda Hayabusa i dodatno ih rafinirala.
Asteroid je 2000. izabran za metu japanske misije Hayabusa. Sonda je 12. rujna 2005. došla na 20 km od Itokawe i započela s njegovim istraživanjima. Kasnije se sonda približila na samo 7 km od asteroida. Kako je masa asteroida preslaba da zadrži sondu u orbiti, Hayabusa se asteroidu približila na način da je s njim uskladila putanju oko Sunca. 20. studenog iste godine Hayabusa je pokušala sletjeti na asteroid, ali uređaj za prikupljanje uzoraka nije radio. Sonda je ponovno 25. studenog pokušala sletjeti i prikupljanje uzoraka opet nije prošlo po planu. Na svu sreću, dizanje prašine prilikom slijetanja omogućilo je sondi prikupljanje uzoraka i oni su nakon problematičnog leta do Zemlje konačno stigli 13. lipnja 2010.

## Mogući sudar sa Zemljom
Itokawa će se možda jednog dana sudariti sa Zemljom. Kako je Itokawa lomljiv asteroid teško će ga se u slučaju potrebe moći skrenuti i izbjeći njegove dijelove čak i kad se on uništi, odnosno razbije na manje dijelove. Asteroid Itokawa u odnosu na Zemlju juri brzinom od 200.000 kilometra na sat pa su zato i njegovi mali dijelovi opasni za život na Zemlji.